# Parachelifer viduus
Parachelifer viduus är en spindeldjursart som beskrevs av Beier 1953. Parachelifer viduus ingår i släktet Parachelifer och familjen tvåögonklokrypare. Inga underarter finns listade i Catalogue of Life.